# Daba (Guizhou)
Daba (kinesiska: 大坝, 大坝镇) är en köpinghuvudort i Kina. Den ligger i provinsen Guizhou, i den sydvästra delen av landet, omkring 150 kilometer norr om provinshuvudstaden Guiyang. Antalet invånare är 30 197. Befolkningen består av 14 809 kvinnor och 15 388 män. Barn under 15 år utgör 27,0 %, vuxna 15-64 år 63 %, och äldre över 65 år 9,0 %.